# Piophila casei
La mosca del queso (Piophila casei) es una especie de mosca conocida por infestar alimentos para humanos. Las larvas de esta mosca pueden elevarse algunos centímetros al aire cuando se alarman. Cuando se consumen, las larvas pueden sobrevivir en el intestino, causando miasis entérica.

## Descripción
La figura de esta mosca es algo alargada, con cerdas orbitales post-verticales y divergentes. Abdomen elíptico. Margen anterior del espacio interocular, rojizo o naranja. Cara rojiza. Mejillas grandes.
Las larvas de la mosca del queso se utilizan para producir casu marzu, un queso tradicional de Cerdeña.